# Jouhe
Jouhe település Franciaországban, Jura megyében. Lakosainak száma 537 fő (2022. január 1.). Jouhe Authume, Dole, Biarne, Rainans, Archelange, Menotey és Sampans községekkel határos.

## Népesség
A település népességének változása:
| Lakosok száma | 372  | 398  | 359  | 488  | 581  | 560  | 563  | 546  | 537  | 537  |
|               | 1968 | 1982 | 1990 | 2006 | 2013 | 2015 | 2017 | 2019 | 2020 | 2022 |